# Эль, Давид Моисеевич
Дави́д Моисе́евич Эль (укр. Давид Мойсейович Ель; 22 декабря 1928, Евпатория, Крымская АССР — 29 ноября 2018, Евпатория, Республика Крым) — советский и украинский педагог физической культуры, тренер детско-юношеской спортивной школы. Караимский общественный и религиозный деятель, сопредседатель Межконфессионального совета Крыма «Мир — Дар Божий», почётный председатель Межконфессионального совета Евпатории «Мир. Согласие. Единство». Участник Великой Отечественной войны. Почётный гражданин города Евпатории.

## Биография
Родился 22 декабря 1928 года в Евпатории в караимской семье. Отец — Моисей Давидович Эль (1900, Евпатория — 1973, там же), работал экспедитором овцесовхоза имени С. М. Кирова (ныне с. Кормовое), ветеран Великой Отечественной войны. Мать — Бикенеш Эльчафановна (Парасковья Степановна), урождённая Коген. Старший брат — Семён Моисеевич Эль (1925, Евпатория — 1945), красноармеец, погиб в январе 1945 года в Восточной Пруссии. Также имел сестру Еву. Дядя — Илья Давидович Эль (род. 1897, Евпатория), расстрелян во время немецкой оккупации Евпатории 1941—1944 годов как революционер.
В 1945 году вступил в ВЛКСМ. В 1944—1946 годах работал слесарем-водопроводчиком, учеником шофёра и водителем Союзсовхозтранса г. Евпатории. С 1946 по 1949 год — студент Крымского областного техникума физкультуры (Евпатория), с 1949 по 1951 — директор Евпаторийской спецшколы молодёжи по плаванию. Служил в армии начальником физподготовки полка. В 1963 году окончил Крымский государственный педагогический институт. С 1954 года работал учителем физкультуры вначале средней школы № 9, а затем СШ № 10 (ныне гимназия имени И. Л. Сельвинского), где проработал 15 лет. В 1962 году стал членом КПСС, в течение 30 лет был секретарём партийных организаций. С 1969 по 1988 год — директор комплексной детско-юношеской спортивной школы в Евпатории. Владел немецким языком. Являлся председателем Совета ветеранов спорта г. Евпатории и членом Президиума Комитета ветеранов спорта Автономной Республики Крым.
В 1989 году избран первым председателем культурно-просветительского общества караимов Евпатории «Мурат». В 1994 году вместе с К. С. Батозским и В. З. Тирияки совершил поездку в Галич, откуда ими в Евпаторию были привезены алтарь и религиозная утварь бывшей галичской кенассы. В 2000 году избран председателем Духовного правления религиозных общин крымских караимов, в 2002 году преобразованного в Духовное управление религиозных организаций караимов Украины. С 2004 по 2007 год — председатель Высшего Совета караимов Украины. Участвовал в реставрации комплекса караимских кенасс в Евпатории.
30 января 2011 года в Симферополе на отчётно-перевыборных конференциях был избран в состав Президиумов Ассоциации крымских караимов «Крымкарайлар» и Всеукраинской Ассоциации крымских караимов «Крымкарайлар». 13 февраля 2011 года в Евпатории на IV конференции Духовного Управления религиозных организаций караимов Украины отказался от занимаемой должности в связи с преклонным возрастом и состоянием здоровья. Был избран почётным председателем Духовного управления религиозных организаций караимов Украины (с 2016 года — Духовного управления караимов Республики Крым). 25 ноября 2018 года по собственной просьбе был освобождён от обязанностей члена совета Духовного управления караимов Республики Крым.
Скоропостижно скончался 29 ноября 2018 года в Евпатории на 90-м году жизни. Соболезнования родным и близким выразили: Глава Республики Крым С. В. Аксёнов, Министерство культуры Республики Крым, Евпаторийский горсовет и Администрация города Евпатории, депутат ГД РФ Р. И. Бальбек, председатель Госкомнаца Крыма Л. А. Абдураманов, муфтий Крыма хаджи Эмирали Аблаев, митрополит Симферопольский и Крымский Лазарь.

### Семья
С 1956 года был женат на Ирине Фёдоровне Эль (урождённой Апалиной; род. 1926, Медынь), учителе русского языка и литературы и корректоре изданий Духовного управления караимов Республики Крым.

## Награды
Награждён правительственными наградами, грамотами Министерства просвещения СССР и УССР, почётными грамотами и медалями Верховной Рады, Кабинета Министров Украины, Совета министров и Верховного Совета Крыма:
- Знак «Отличник народного просвещения Украинской ССР» (1974),
- Медаль «Ветеран труда» (1980);
- Медаль «За доблестный труд в Великой Отечественной войне 1941—1945 гг.» (1994)[31];
- Медаль «50 лет освобождения Крыма от немецких захватчиков» (1995)[11];
- Дважды лауреат премии имени С. Э. Дувана (2000 и 2015[32]);
- Почётная грамота Совета министров Автономной Республики Крым (2003) — за весомый вклад в возрождение духовности караимского народа, укрепление взаимопонимания и  межконфессионального  согласия в Автономной Республике Крым[33];
- Почётная грамота Кабинета Министров Украины (2003) — за весомый личный вклад в возрождение духовности, утверждение идей милосердия и согласия в обществе [34];
- Заслуженный работник культуры Автономной Республики Крым (2006) — за значительный личный вклад в социально-экономическое развитие Автономной Республики  Крым, высокий профессионализм, многолетний добросовестный труд и в связи с праздником 1 Мая[35];
- Медаль «За заслуги перед Евпаторией»;
- Орден «За заслуги» III степени (2008) — за весомый личный вклад в дело единения украинского народа, построение демократического, социального и правового государства и в связи с Днём Соборности Украины[36];
- Почётная грамота Президиума Верховной Рады Автономной Республики Крым (2008) — за весомый личный вклад в сохранение культурного наследия крымских караимов и межконфессионального мира и согласия в Крыму и в связи с 80-летием со дня рождения[37];
- Лауреат Евпаторийской городской премии «Общественное признание» (2013) в номинации «С людьми и для людей»[38];
- Знак Императорского Ордена Святой Анны 3-й степени (2016, Российский императорский дом)[39].

## Публикации
- Эль Д. М. Евпаторийские свершения // Караимские вести. — Москва, 1995. — № 12.
- Эль Д. М. Человек с большой буквы // Караимские вести. — Москва, 1995. — № 15.
- Эль Д. М. Лекторий при караимском музее // Караимские вести. — Москва, 1997. — № 32.
- Эль Д. М. Приглашает Евпатория // Караимские вести. — Москва, 1998. — № 9 (42).
- Эль Д. Древние молитвы зазвучали на тюркском наречии для гостей Крыма — караимов по вероисповеданию из Израиля / С. Б. Синани, Д. М. Эль // Къырым. — Симферополь, 1998. — 31 октября.
- Эль Д. М. Приоритеты — духовность, образованность, благотворительность. Тематика Национального караимского съезда сохранила актуальность до наших дней. По материалам «Известий караимского духовного правления» за 1917 год // Караимская газета. — Евпатория, 2003. — 23-25 мая.
- Эль Д. М. Вновь провокация конфликта в Бахчисарае? / Д. Эль, В. Ормели // Къырым. — Симферополь, 2008. — 25-июнь (№ 48) : (Къырым къарайлар. — 2008. — № 6. — С. 5).
- Dawid M. El. Dżuft-Kale — świątynia krymskich Karaimów (пол.) // Awazymyz : Pismo Historyczno-Społeczno-Kulturalne Karaimów. — Wrocław; Gdańsk; Warszawa, 2001. — Grudzień (nr 1 (5)). — S. 18—19. — ISSN 1733-7585.